# Lake Mykee Town
Lake Mykee Town é uma vila localizada no estado americano de Missouri, no Condado de Callaway.

## Demografia
Segundo o censo americano de 2000, a sua população era de 326 habitantes.
Em 2006, foi estimada uma população de 345, um aumento de 19 (5.8%).

## Geografia
De acordo com o United States Census Bureau tem uma área de 0,7 km², dos quais 0,5 km² cobertos por terra e 0,2 km² cobertos por água.

## Localidades na vizinhança
O diagrama seguinte representa as localidades num raio de 20 km ao redor de Lake Mykee Town.